# Bacchus découvrant Ariane à Naxos
Bacchus découvrant Ariane à Naxos (ou même simplement Bacchus et Ariane) est un tableau des frères Le Nain, datant d'environ 1635, qui fait partie de la collection de peintures françaises du musée des Beaux-Arts d'Orléans. Il s'agit d'une peinture à l'huile sur toile de 102 × 152 cm.

## Histoire
Le tableau a d'abord été attribué à Louis Le Nain, mais les spécialistes se demandent encore si l'auteur n'est pas Mathieu Le Nain.

## Description
Le tableau montre un jeune Bacchus découvrant Ariane sur l'île de Naxos, après qu'elle a été abandonnée par le héros grec Thésée.
L'idylle entre Bacchus et Ariane a inspiré les œuvres de nombreux artistes, dont le Titien, Leigh Hunt et Richard Strauss qui a écrit l'opéra Ariane à Naxos.

## Sources
- (en) Cet article est partiellement ou en totalité issu de l’article de Wikipédia en anglais intitulé « Ariane in Naxos » (voir la liste des auteurs).